# Esquí alpí als Jocs Olímpics d'hivern de 2002

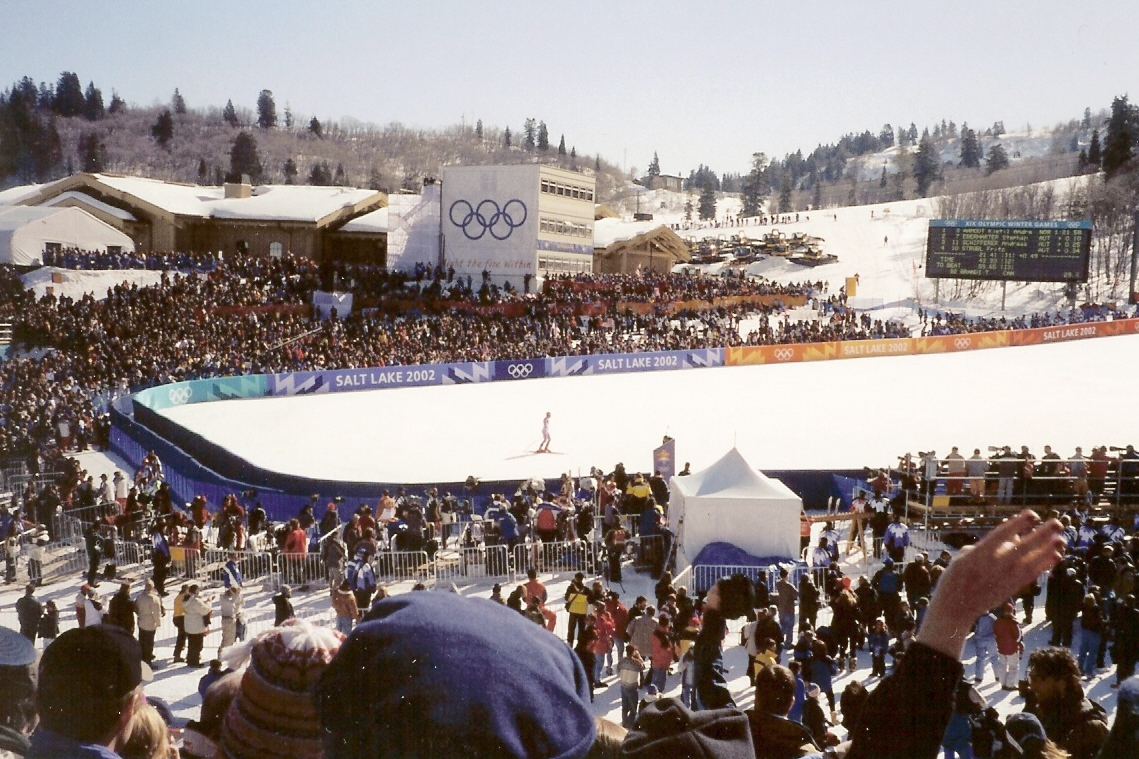
Imatge de la prova de Supergegant als Jocs Olímpics.

Als Jocs Olímpics d'Hivern de 2002 celebrats a la ciutat de Salt Lake City (Estats Units) es disputaren deu proves d'esquí alpí, cinc en categoria masculina i cinc més en categoria femenina.
Les proves es realitzaren entre els dies 10 i 23 de febrer de 2002 a les instal·lacions de Snowbasin (descens, super gegant i combinada alpina), Park City Mountain Resort (eslàlom gegant) i Deer Valley (eslàlom). Hi participaren un total de 278 esquiadors, entre ells 157 homes i 121 dones, de 51 comitès nacionals diferents.

## Resum de medalles

### Categoria masculina
| Prova                  | Or                  | Argent             | Bronze             |
| Descens Detalls        | Fritz Strobl        | Lasse Kjus         | Stephan Eberharter |
| Super Gegant Detalls   | Kjetil André Aamodt | Stephan Eberharter | Andreas Schifferer |
| Eslàlom gegant Detalls | Stephan Eberharter  | Bode Miller        | Lasse Kjus         |
| Eslàlom Detalls        | Jean-Pierre Vidal   | Sébastien Amiez    | Benjamin Raich     |
| Combinada Detalls      | Kjetil André Aamodt | Bode Miller        | Benjamin Raich     |

### Categoria femenina
| Prova                  | Or                 | Argent          | Bronze         |
| Descens Detalls        | Carole Montillet   | Isolde Kostner  | Renate Götschl |
| Super Gegant Detalls   | Daniela Ceccarelli | Janica Kostelić | Karen Putzer   |
| Eslàlom gegant Detalls | Janica Kostelić    | Anja Pärson     | Sonja Nef      |
| Eslàlom Detalls        | Janica Kostelić    | Laure Péquegnot | Anja Pärson    |
| Combinada Detalls      | Janica Kostelić    | Renate Götschl  | Martina Ertl   |

## Medaller
| Posició | País         | Or | Argent | Bronze | Total |
| 1       | Croàcia      | 3  | 1      | 0      | 4     |
| 2       | Àustria      | 2  | 2      | 5      | 9     |
| 3       | França       | 2  | 2      | 0      | 4     |
| 4       | Noruega      | 2  | 1      | 1      | 4     |
| 5       | Itàlia       | 1  | 1      | 1      | 3     |
| 6       | Estats Units | 0  | 2      | 0      | 2     |
| 7       | Suècia       | 0  | 1      | 1      | 2     |
| 8       | Alemanya     | 0  | 0      | 1      | 1     |
| 8       | Suïssa       | 0  | 0      | 1      | 1     |
|         |              |    |        |        |       |
| Total   | Total        | 10 | 10     | 10     | 30    |